# Társadalmi vígjáték
A társadalmi vígjáték olyan színmű, amelynek témáját az író a saját korából meríti, és középpontjában az adott kor aktuális társadalmi berendezkedésének meg nem oldott problémái vannak.

## Leghíresebb képviselői külföldön
Henrik Ibsen, George Bernard Shaw, Makszim Gorkij, Bertolt Brecht, Arthur Miller

## Magyarországi képviselői
Csiky Gergely, Móricz Zsigmond, Németh László